# Zwischenfall vor Macau
Der Zwischenfall vor Macau war eine letztlich ergebnislose Begegnung zwischen einem Geschwader französischer und spanischer Kriegsschiffe und einem Geleitgeschwader der britischen Royal Navy im Wanshan-Archipel (oder Ladrones-Archipel) vor Macau am 27. Januar 1799. Der Vorfall ereignete sich während des Ostindienfeldzugs während der Französischen Revolutionskriege und stellte den Versuch dar, einen wertvollen britischen Handelskonvoi zu stören, der aus Macau in Richtung Europa laufen sollte. Der Vorfall war der zweite derartige Versuch in drei Jahren. Bereits 1797 hatte ein französisches Fregattengeschwader versucht, sechs britische Ostindienfahrer auf ihrem Weg nach China in der Bali-Straße anzugreifen. Anfang 1799 war dieses französische Geschwader zwar aufgelöst worden, jedoch verblieben zwei Schiffe, die auf den spanischen Philippinen stationiert und mit dem dort liegenden spanischen Geschwader vereint wurden. Dieser Verband führte dann den Angriff auf den in Macau versammelten britischen sog. „China-Konvoi“ aus.
Bereits im Vorfeld war der britische Befehlshaber in Ostindien, Konteradmiral Peter Rainier, wegen der Verwundbarkeit des „China-Konvois“ besorgt – das einzige Begleitschiff des Konvois war zu dieser Zeit das Linienschiff HMS Intrepid unter Kapitän William Hargood – und hatte Verstärkungen entsandt. Diese erreichten den Konvoi am 21. Januar, nur sechs Tage bevor das französisch-spanische Geschwader vor Macau eintraf. Obwohl Hargood zahlenmäßig unterlegen war, attackierte er die französischen und spanischen Schiffe am 27. Januar und es folgte eine Verfolgungsjagd durch den Wanshan-Archipel, bevor die Gegner den Kontakt verloren. Beide Seiten behaupteten anschließend, dass die andere Seite den Kampf vermieden hätte, obwohl es das französisch-spanische Geschwader war, das sich zurückgezogen hatte. Hargood eskortierte in der Folge den „China-Konvoi“ erfolgreich nach Westen.

## Hintergrund
Der ostindische Handel war im 18. Jahrhundert ein wesentlicher Bestandteil der Wirtschaft Großbritanniens. Unter der Verwaltung der Britischen Ostindien-Kompanie wurden exotische Handelsgüter auf großen, gut bewaffneten Handelsschiffen transportiert, die als Ostindienfahrer (englisch: East Indiamen) bekannt wurden und eine Verdrängung zwischen 500 und 1200 „Long tons“ hatten. Zu den gewinnträchtigsten Handelsoperationen zwischen Großbritannien und Ostindien gehörten die jährlichen Konvois aus Canton und Macau nach England. Jeweils zu Beginn des Jahres versammelte sich ein großer Konvoi von Ostindienfahrern im Whampoa Anchorage in der Mündung des Perlflusses, um sich auf ihre sechsmonatige Reise über den Indischen Ozean und durch den Atlantik nach Großbritannien zu begeben. Der Wert der Handelsgüter, der in diesem Konvoi unter dem Namen „China-Flotte“ befördert wurde, war außerordentlich: Ein Konvoi im Jahr 1804 soll Waren im Wert von über 8 Millionen Pfund (das entspricht 700.000.000 Pfund im Jahr 2022) transportiert haben.
Die britischen Interessen in Ostindien wurden von einem großen, aber verstreuten Geschwader der Royal Navy unter dem Oberkommando von Konteradmiral Peter Rainier geschützt. Bis 1799 umfasste Rainiers Kommando eine Seefläche von vielen tausend Quadratkilometern Ozean, darunter die strategisch wichtigen Häfen von Britisch-Indien, Bombay, Madras und Kalkutta, die Küste von Britisch-Ceylon, sowie Stützpunkte im Roten Meer, in Penang und in Niederländisch-Ostindien. In diesem Gebiet mussten feindliche Kriegsschiffe überwacht werden, insbesondere eine französische Streitmacht auf der abgelegenen Inselbasis Île de France (heute Mauritius), die Holländer in Batavia (heute Jakarta) und die Spanier in Manila. Die Franzosen waren mit einem mächtigen Geschwader, das 1796 unter Konteradmiral Pierre César Charles de Sercey zusammengestellt worden war und 1796 und 1797 die britische Schifffahrt in Ostindien bedrohte, die größte Gefahr für die britische Seefahrt. Am 28. Januar 1797 kam es zu einem Zwischenfall in der Bali-Straße, bei dem Serceys Geschwader sechs Ostindienfahrer auf dem Weg nach China abfing. Nur die schnelle Reaktion des britischen Kommodore James Farquharson auf der Alfred rettete seinen Konvoi. In der schlechten Sicht ahmten die Ostindienfahrer Kriegsschiffe der Royal Navy nach und brachten Sercey, der den Kampf gegen eine scheinbar überlegene Streitmacht scheute, davon ab, seinen Angriff zu forcieren.
Serceys Geschwader als unabhängiger Kampfverband wurde schließlich aus Kostengründen aufgelöst. Ende 1798 lag Sercey mit nur zwei verbliebenen Schiffen, der 20-Kanonen-Korvette Brûle-Gueule und der 40-Kanonen-Fregatte Preneuse, vor Batavia. Er war dorthin von einer diplomatischen Mission im Königreich Mysore zurückgekehrt, wo er Aufstandsbestrebungen gegen die britische Kolonialmacht unterstützt hatte. Da Sercey die Zuteilung weiterer Schiffe von Gouverneur Malartic auf der Île de France verweigert wurde, beschloss er, seine Streitkräfte zu verstärken, indem er sie mit dem verbündeten spanischen Geschwader in Manila auf den spanischen Philippinen vereinte. Seine Schiffe trafen am 16. Oktober 1798 dort ein.
Das dort liegende spanische Geschwader war allerdings in einem Taifun im April 1797 schwer beschädigt worden und die Reparaturen zur Wiederherstellung der Kampffähigkeit dauerten noch an. Bereits als während der Reparatur britische Fregatten im Januar 1798 Manila überfallen hatten, war kein einziges spanisches Schiff in der Lage, ihnen Widerstand zu leisten.

## Der Zwischenfall vor Macau
Kurz darauf erreichte die Nachricht von der Vereinigung der französischen und spanischen Schiffe Rainier. Bei den sich in Macau versammelnden Handelsschiffen standen zu dieser Zeit die Fregatten HMS Fox und HMS Carysfort und das 64-Kanonen-Linienschiff HMS Intrepid unter dem Kommando von Kapitän William Hargood als Begleitschiffe bereit. Fox und Carysfort wurden jedoch im November 1798 bei einem anderen, lokalen Konvoi eingesetzt. Rainier, dessen Hauptstreitkräfte nach der französischen Invasion in Ägypten größtenteils im Roten Meer versammelt waren, konnte daher lediglich die HMS Virginie (38 Geschütze) und HMS Arrogant (74 Geschütze) nach Macau entsenden. Die Verstärkungen segelten durch die Straße von Malakka und das Südchinesische Meer und erreichten Macau am 21. Januar 1799.
Das französisch-spanische Geschwader bestand aus den 74-Kanonen-Linienschiffen Europa und Montañés sowie den Fregatten Santa María de la Cabeza und Santa Lucía, die nun von Preneuse und Brûle-Gueule begleitet wurden. Die Gruppe segelte am 6. Januar 1799 unter dem Kommando von Konteradmiral Ignacio Maria de Álava von Manila aus. Alavas Geschwader überquerte das Südchinesische Meer in drei Wochen und erreichte am 27. Januar 1799 den Wanshan-Archipel in der Nähe von Macau mit der Absicht, die Schifffahrt in Macau und in der Mündung des Perflusses anzugreifen. Alava war von dänischen Kaufleuten über die Anwesenheit der Intrepid informiert worden, war sich jedoch der Ankunft von Rainiers Verstärkungen nicht bewusst.
Als die Gegner in Sichtweite kamen, befahl Hargood den sofortigen Angriff auf die feindlichen Schiffe. Beide Geschwader bildeten zunächst Gefechtslinien und steuerten aufeinander zu, die Virginie segelte an der Spitze der britischen Linie. Was nun folgte, ist nicht gesichert belegt. Hargood berichtete, dass das französisch-spanische Geschwader beidrehte und in den Wanshan-Archipel floh, wo sie bei Einbruch der Dunkelheit ankerten, bevor sie sich vor Tagesanbruch zurückzogen. Er schreibt dies „ihrer Angst vor einem Konflikt zu, der aller Wahrscheinlichkeit nach zu ihrem Nachteil geendet hätte“. Alava berichtete jedoch in der Manila Gazette, dass es Hargood war, der sich in den Wanshan-Archipel zurückgezogen hatte, eng verfolgt von der Europa. Alava behauptete, er hätte den Angriff weitergeführt, jedoch wäre die Takelage auf Montañés beschädigt worden, wodurch Hargood entkommen konnte. Warum sich sein Geschwader dann später zurückzog, ohne die scheinbar ungeschützt versammelte „China-Flotte“ anzugreifen, die in Macau vor Anker lag, erklärte er nicht.

## Reaktionen und Nachwirkungen
Nach der Einschätzung des britischen Historikers Cyril Northcote Parkinson...

“… It is perhaps fair to conclude that neither squadron was spoiling for a fight.”

„… ist es vielleicht fair zu schließen, dass keines der Geschwader für einen Kampf ausreichend vorbereitet war,“

obwohl er die nachfolgenden Reaktionen von Sercey und einem seiner Offiziere als „Abscheu“ und „Wut“ über den missglückten Angriff beschrieb.
Der britische Marineschriftsteller Richard Woodman war der Ansicht, dass...

“… (the French threw) away at a stroke the chance not only of seizing a valuable convoy, but of establishing Franco-Spanish dominance in Indo-Chinese waters”

„… (die Franzosen) mit einem Schlag die Chance, nicht nur einen wertvollen Konvoi zu erobern, sondern auch eine französisch-spanische Dominanz in indochinesischen Gewässern zu etablieren, (weggeworfen haben).“

In der Folge zog sich Alava nach Manila zurück, die französischen Schiffe steuerten Batavia an und kehrten anschließend zur Île de France zurück. Dort wurde die Preneuse bei einer Aktion vom 11. Dezember 1799 von einem Blockadegeschwader aus HMS Tremendous und HMS Adamant abgefangen, zur Strandung gezwungen und schließlich zerstört. Sercey kehrte zunächst nach Frankreich zurück, zog sich aus der französischen Marine zurück und ließ sich als Pflanzer auf der Île de France nieder.
Hargood segelte am 7. Februar mit der „China-Flotte“ von Macau aus und passierte ungehindert den Indischen Ozean. Alava schickte die Europa und die Fregatte Fama im Mai erneut nach Macau, errang jedoch erneut keinen Erfolg. Rainier stellte in der Folge sicher, dass die „China-Flotte“ von 1800 gut geschützt wurde, jedoch gab es vor dem Frieden von Amiens im Jahr 1802 keine weiteren Angriffe auf die britische Schifffahrt in China. Erst während des Dritten Koalitionskriegs, griff 1804 ein mächtiges französisches Geschwader die „China-Flotte“ in der Schlacht von Pulo Aura an, aber den Ostindienfahrern gelang es, die Franzosen nach einem kurzen Schusswechsel zu täuschen und zum Rückzug zu bewegen.